# Кружало
Кружало — упразднённый посёлок в Кытмановском районе Алтайского края. 
На момент упразднения посёлок входил в состав Отрадненского сельсовета. Исключен из учётных данных в 2000 году.

## География
Располагался в северо-восточной части района, на правом берегу реки Сунгай, в 11 км (по прямой) к северо-востоку от села Отрадного.

## История
Заимка основана в 1925 году. В 1926 году заимка Кружало состояла четырёх хозяйств. В административном отношении входила в состав Александровского сельсовета Верх-Чумышского района Барнаульского округа Сибирского края.
Исключен из учётных данных в 2000 году

## Население
В 1926 году на заимке проживало 28 человек (14 мужчин и 14 женщины), основное население — русские